# Anatoli Dobrynin
Anatoli Dobrynin (russo: Анатолий Фёдорович Добрынин; Mojaisk, 16 de novembro de 1919 – Moscou, 6 de abril de 2010) foi embaixador da União Soviética nos Estados Unidos de 1962 a 1986, notavelmente durante a Crise dos Mísseis de Cuba. Dobrynin serviu como embaixador nos EUA durante o mandato de seis presidentes (John Kennedy, Lyndon Johnson, Richard Nixon, Gerald Ford, Jimmy Carter e Ronald Reagan).